# Aeroporto di Jakutsk
L'aeroporto di Jakutsk è un aeroporto internazionale situato a 7 km a sud-ovest dalla città di Jakutsk, nella Repubblica autonoma della Russia Sacha-Jacuzia, in Russia.

## Storia

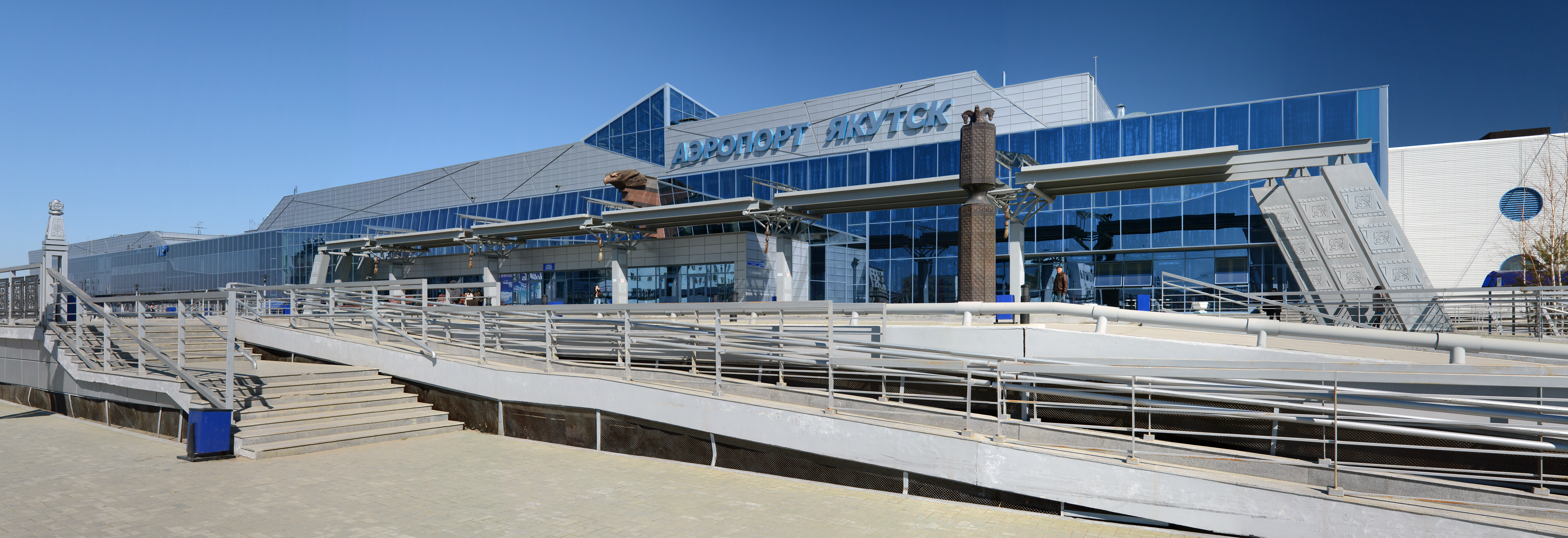

La costruzione dell'aeroporto è iniziata nel 1931 ed è stato utilizzato, durante la seconda guerra mondiale, come scalo per gli aerei statunitensi diretti verso l'Europa. Il terminal internazionale attualmente in uso, risale al 1996.

## Dati tecnici

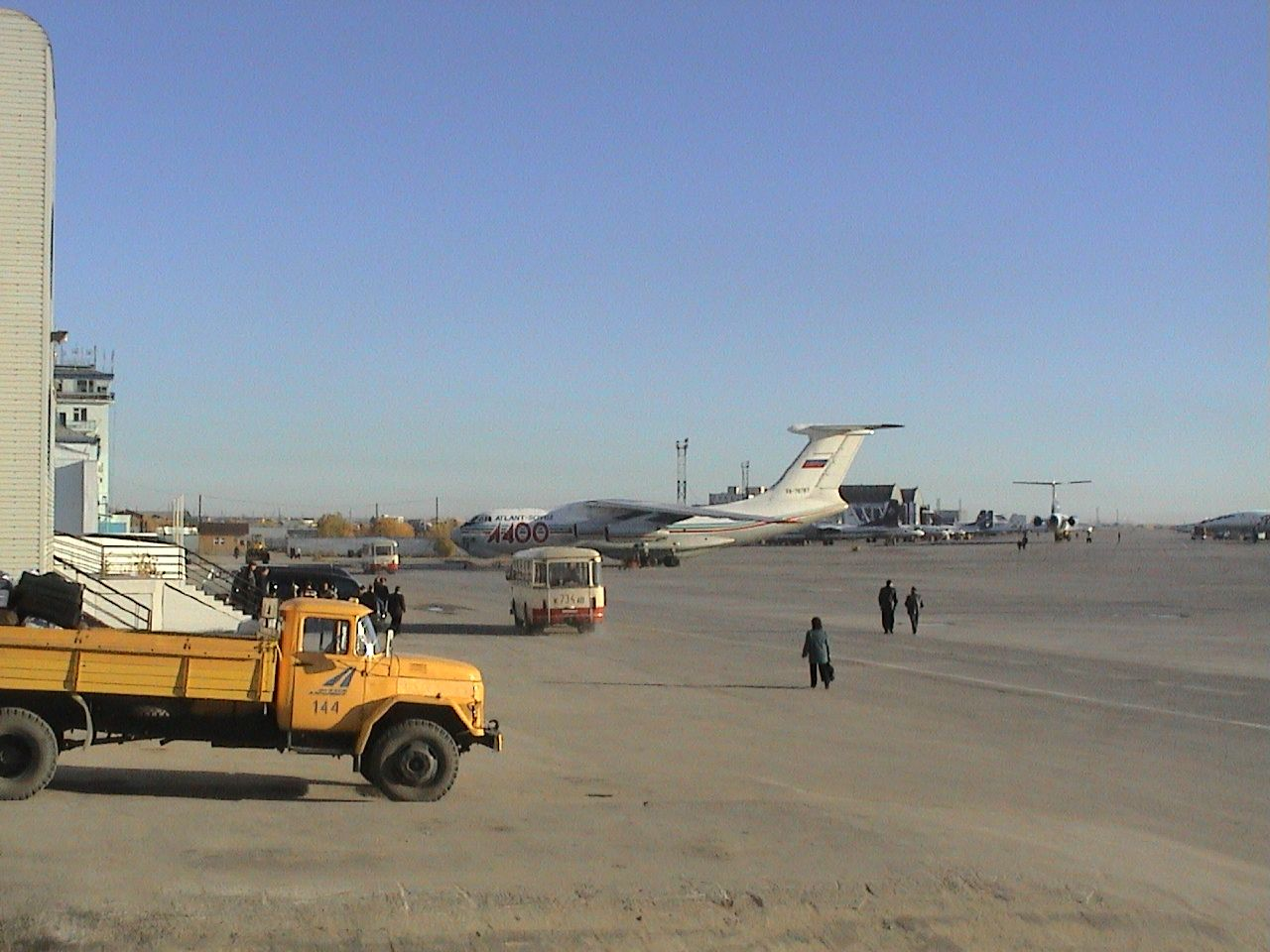
Gli aerei parcheggiati all'aeroporto di Jakutsk.

L'aeroporto dispone attualmente di una pista attiva asfaltata di 3 400 m х 60 m, la seconda pista è utilizzata principalmente per il rullaggio e per il parcheggio dei velivoli.
La pista aeroportuale di Jakutsk è stata dotata di ILS di categoria II dell'ICAO nel 2012 permette gli atterraggi con la visibilità ridotta fino a 30 m. Essa consente l'atterraggio/decollo degli aerei: Antonov An-2, Antonov An-3, Antonov An-12, Antonov An-24, Antonov An-26, Antonov An-72, Antonov An-74, Antonov An-140, Antonov An-148, Diamond DA40 Tundra, Ilyushin Il-18, Ilyushin Il-62, Ilyushin Il-76, Ilyushin Il-86, Ilyushin Il-96, Sukhoi Superjet 100, Tupolev Tu-134, Tupolev Tu-154, Tupolev Tu-204, Yakovlev Yak-40, Yakovlev Yak-42, Airbus A300, Airbus A310, Airbus A320, Airbus A330, Airbus A380,  Boeing 737, Boeing 747, Boeing 757, Boeing 767, Boeing 777 e di tutti i velivoli di classe inferiore.

## Scalo d'emergenza ETOPS
L'aeroporto di Jakutsk è uno scalo d'emergenza (in inglese: Diversion airport), per gli aerei con due motori (in inglese: Twinjet) (Airbus A300, Airbus A310, Airbus A330, Boeing 757, Boeing 767, Boeing 777, Gulfstream V G500/G550, Gulfstream IV G350/G450) che compiono le rotte transcontinentali transpolari numero 3 e numero 4 dall'Asia (Hong Kong, Nuova Delhi) per America del Nord (New York, Vancouver).
Secondo la regola ETOPS in ogni momento del volo di un aereo bimotore nel raggio di 180-207 minuti devono essere gli aeroporti d'emergenza, gli aeroporti russi di Čul'man-Nerjungri, Salechard, Noril'sk-Alykel', Pevek, Poljarnyj, Mirnyj, Bratsk, Blagoveščensk, Irkutsk, Chatanga, Tiksi fanno parte degli aeroporti d'emergenza per soddisfare i requisiti ETOPS.

## Collegamenti con Jakutsk
L'aeroporto si trova nella periferia della città ed è facilmente raggiungibile dal centro di Jakutsk con le linee 4, 14 e 20 del trasporto pubblico (il tempo di percorrenza è di circa 30 minuti). Inoltre, l'aeroporto è raggiungibile dall'Autostazione di Jakutsk con la linea 104 del trasporto pubblico ogni 60 minuti.